# Les Auxons
Les Auxons är en kommun i departementet Doubs i regionen Bourgogne-Franche-Comté i östra Frankrike. Kommunen ligger i kantonen Besançon-3 som tillhör arrondissementet Besançon. År 2017 hade Les Auxons 2 544 invånare.
Kommunen bildades den 1 januari 2015, då kommunerna Auxon-Dessous och Auxon-Dessus gick samman. Kommunens huvudort är Auxon-Dessus.